# Charles Simonyi
Charles Simonyi (anche noto con il nome di battesimo di Simonyi Károly) (Budapest, 10 settembre 1948) è un informatico e astronauta ungherese naturalizzato statunitense.
È noto soprattutto per aver sovrainteso alla creazione dei più importanti software applicativi di Microsoft, e per l'ideazione della notazione ungara.

## Biografia
Quand'era al liceo, Simonyi lavorava part-time come guardia notturna in un laboratorio informatico. Sviluppò così un vivo interesse per i calcolatori e imparò a programmare da uno degli ingegneri del laboratorio. Quando conseguì il diploma di maturità al liceo, aveva già imparato a sviluppare i compilatori e ne aveva venduto uno ad un dipartimento del governo. Venne assunto dalla danese A/S Regnecentralen nel 1966, e si trasferì negli Stati Uniti nel 1968 per frequentare l'Università della California a Berkeley, dove conseguì un bachelor nel 1972.
Continuò gli studi di perfezionamento alla Stanford University e venne assunto dai laboratori PARC di Xerox durante il suo periodo più produttivo, dove lavorò al fianco di luminari del calibro di Alan Kay, Butler Lampson e Robert Metcalfe. Con Lampson sviluppo Bravo, il primo programma di editing WYSIWYG.
Nel 1981, su suggerimento di Metcalfe, fece richiesta direttamente a Bill Gates per un lavoro in Microsoft, dove supervisionò lo sviluppo di quelli che sarebbero diventati i prodotti di maggior successo e profitto, Word ed Excel, e del predecessore di Excel Multiplan.
Introdusse in Microsoft le tecniche di programmazione orientata agli oggetti che aveva appreso in Xerox e sviluppò la notazione ungherese per denominare le variabili. Simonyi testò inoltre un sistema di management del software, chiamato metaprogrammazione, che era stato l'oggetto della sua tesi di laurea. La metaprogrammazione faceva prendere tutte le decisioni ad un unico "metaprogrammatore", e tutti gli altri programmatori si concentravano strettamente nell'implementazione del progetto del metaprogrammatore. Questa tecnica non ebbe successo.
Simonyi restò in Microsoft durante la sua ascesa al successo, diventando uno dei programmatori di più alto grado. Si licenziò inaspettatamente solo nel 2002, per fondare, con il socio in affari Gregor Kiczales, un'azienda chiamata Intentional Software. Questa azienda commercializza i concetti della intentional programming sviluppati da Simonyi presso Microsoft Research.
Simonyi è stato un attivo filantropo, fondando la Charles Simonyi Professor of the Public Understanding of Science alla Oxford University, il cui primo occupante fu Richard Dawkins. Nel gennaio 2004 ha creato il fondo di 50 milioni di dollari Charles Simonyi Fund for Arts and Sciences, tramite il quale prevedeva di supportare programmi artistici, scientifici e didattici nell'area di Seattle. I primi grandi beneficiari includevano la Seattle Symphony (10 milioni di dollari) e la biblioteca pubblica di Seattle (3 milioni di dollari). Nel 2005 il fondo ha donato 25 milioni di dollari all'Institute for Advanced Study di Princeton.
Sabato 7 aprile 2007 Simonyi, in qualità di turista spaziale, è partito con una Sojuz TMA-10, diretto alla Stazione spaziale internazionale insieme ai cosmonauti russi Oleg Kotov e Fëdor Nikolaevič Jurčichin è rientrato con la missione Sojuz TMA-9 il 20 aprile.
Il 26 marzo 2009 Simonyi effettua il suo secondo viaggio nello spazio divenendo la prima persona a viaggiare per due volte nello spazio come turista. In totale Simonyi ha speso 60 milioni di dollari per i suoi due viaggi nello spazio.
A Simonyi è titolato il Simonyi Survey Telescope, telescopio da 8 metri facente parte dell'osservatorio Vera Rubin.